# Ifodje Atakpamé
Der Ifodje Atakpamé ist ein togoischer Fußballverein aus Atakpamé. Er trägt seine Heimspiele im Guanha Usdao Pesihu Ground aus.
Der Verein wurde als Omnisports Atakpamé gegründet und gewann 1974 den Coupe du Togo. Damit qualifizierte er sich erstmals für die afrikanischen Wettbewerb und erreichte dort die zweite Spielrunde. 1990 konnten der Klub seinen größten Erfolg feiern und die erste Meisterschaft gewinnen. Aktuell spielt er im Championnat National, der höchsten Spielklasse Togos.

## Statistik in den CAF-Wettbewerben
| Wettbewerb                    | Runde         | Gegner             | Hinspiel | Rückspiel |  |
| ----------------------------- | ------------- | ------------------ | -------- | --------- |  |
|                               |               |                    |          |           |  |
| African Cup Winners’ Cup 1975 | 1. Runde      | Sahel SC           | 1:0 (H)  | 2:2 (A)   |  |
|                               | Viertelfinale | Stella Club Adjamé | 0:1 (H)  | 0:4 (A)   |  |
| CAF Champions Cup 1991        | Qualifikation | Sahel SC           | 0:0 (H)  | 1:3 (A)   |  |